# Georges Fontaine
Georges Fontaine (Loos, 21 febbraio 1913 – Lilla, 21 agosto 1990) è stato un cestista francese.

## Carriera
Con la Francia ha preso parte alle Olimpiadi 1936.